# Plocaniophyllon
Plocaniophyllon é um género de plantas com flores pertencentes à família Rubiaceae.
A sua distribuição nativa é do sudeste do México à Guatemala.
Espécies:
- Plocaniophyllon flavum Brandegee